# Securidaca macrocarpa
Securidaca macrocarpa är en jungfrulinsväxtart som beskrevs av Alfred William Bennett. Securidaca macrocarpa ingår i släktet Securidaca och familjen jungfrulinsväxter. Inga underarter finns listade i Catalogue of Life.